# Geronimo Stilton

Geronimo Stilton é uma série de livros infantis publicada pela Editorial Presença em Portugal. Foi publicado originalmente em Itália pela Edizioni Piemme, em 2000. A verdadeira escritora dos livros de Geronimo Stilton chama-se Elisabetta Dami. Elisabetta inspira-se quando viaja.
Geronimo recebeu igualmente o Prémio Andersen em 2001 como personagem do ano. Um dos seus livros conquistou o prémio eBook Award 2002 como melhor livro electrónico infanto-juvenil. Em 2009, ganhou uma série animada de mesmo nome.

## História
Geronimo Stilton é natural da Ilha dos Ratos, cuja capital é Ratázia. Conforme indicado nos livros, o nome do protagonista deriva do queijo Stilton.
Geronimo Stilton não é um ratinho comum. Habitante ilustre da ilha conhecida como Ratônia (Brasil)/Ratázia (Portugal), o camundongo é formado em Ratologia da Literatura Rática e em Filosofia Arqueorrática Comparada. Há vinte anos que dirige o jornal mais famoso na Ilha Dos Ratos: O Diário dos Roedores, onde seus esforços lhe renderam o “Prémio Ratitzer” pelo furo jornalístico "O Mistério do Tesouro Desaparecido".
Geronimo Stilton é um rato medricas, com grande coração. Ele e a sua família, a irmã Tea, o sobrinho Benjamin, o primo/melhor amigo Esparrela, vão em grandes aventuras, pelo mundo dos ratos.
Nos tempos livres, Stilton colecciona cascas antigas de Parmesão do século XVIII, joga golfe e, acima de tudo, adora contar histórias ao seu sobrinho preferido, Benjamim.

## Personagens
A Família Stilton
- Geronimo Stilton: Rato inteletual, direge o Diário dos Roedores.
- Tea Stilton: Desportiva e energética, enviada especial do Diário dos Roedores, irmã de Geronimo.

- Esparrela Stilton: Insuportável e brincalhão, primo de Geronimo.
- Benjamim Stilton: Terno e afectuoso, sobrinho de Geronimo.
- Torcato Viravolta: Fundador do Diário dos Roedores, avô de Geronimo.
- Avó Rosa: A avó que vive no campo, numa quinta.
- Tia Glória: A tia de quem todos gostam imenso.
- Tio Peludínio: Comandante, marido da Tia Glória.
- Tia Margarina: Prepara bolos deliciosos na sua Pastelaria.
- Tio Amanteigado: Tem uma belíssima fábrica de brinquedos.
- Cremosa: Gémea de Camembert, filha da Tia Margarina.
- Camembert: Gémea de Cremosa, filha da Tia Margarina.
- Tio Gozoso: Famoso por ser brincalhão, Tio de Geronimo.
- Tenebrosa Tenebrax: adora o Gerónimo e quer casar com ele.
- João Pedro Guerreiro da Silva: ama ler livros do Geronimo Stilton.

A Família Zanzibar
- Semilorde Zanzibar: tio de Geronimo. Levanta-se cedo para ler o jornal do vizinho.
- Pimpolho: filho de Semilorde. Quando toma ducha ensaboa-se em seco e só no fim abre a água.
- Rolina: irmã mais nova de Semilorde. Em pequena, nunca se ria, para não desperdiçar energia.
- Avarela: prima de Pimpolho. Como perfume só usa amostras grátis.
- Zelinda: jornalista, prima de Pimpolho. Calça sapatos com saltos de aço e assim não se arrisca a gastá-los.
- Casquínio: antiquário, primo de Semilorde. Só vende velhas cascas de queijo e impinge-as como obras de arte.
- Hera: filha de Semilorde. Pronuncia todas as vogais fechadas para poupar o fôlego. Tal e qual o pai!
- Poupalecas Contembanco: marido de Hera. No Inverno, em casa, veste ceroulas de lã, para não ligar o aquecimento.
- Avô Forreta: pai de Semilorde. Sai sempre de casa em chinelos, para não gastar as solas dos sapatos.
- Avó Crinolina: mãe de Semilorde. Recicla os lençóis velhos para fazer as suas blusas rendadas.
- Alcachofrinha: irmã de Casquínio e prima de Semilorde. Come tudo sem gorduras, para poupar calorias!

## Livros Geronimo Stilton
Os livros editados são:
| Número | Título                                                           | Data de lançamento | Referência |
| 1      | O Manuscrito Misterioso                                          | 11/2005            |            |
| 2      | Uma Estranha Caravana                                            | 11/2005            |            |
| 3      | O Falso Stilton                                                  | 12/2005            |            |
| 4      | Uma Aventura na Selva Negra                                      | 01/2006            |            |
| 5      | O Mistério do Olho de Esmeralda                                  | 02/2006            |            |
| 6      | O Galeão dos Gatos Piratas                                       | 03/2006            |            |
| 7      | O Grande Segredo do Conde                                        | 04/2006            |            |
| 8      | O Sorriso de Mona Ratisa                                         | 05/2006            |            |
| 9      | O Castelo do Lorde Avarento                                      | 07/2006            |            |
| 10     | Pânico nos Himalaias                                             | 10/2006            |            |
| 11     | O Fantasma do Metro                                              | 11/2006            |            |
| 12     | Expedição à Ilha Borboleta                                       | 01/2007            |            |
| 13     | Quem tem Medo de Fantasmas?                                      | 03/2007            |            |
| 14     | O Mistério da Pirâmide de Queijo                                 | 05/2007            |            |
| 15     | A Maratona mais Louca do Mundo!                                  | 06/2007            |            |
| 16     | O Misterioso Ladrão de Queijos                                   | 07/2007            |            |
| 17     | Uma Incrível Família                                             | 08/2007            |            |
| 18     | O Mistério do Tesouro Desaparecido                               | 09/2007            |            |
| 19     | O Templo do Rubi de Fogo                                         | 11/2007            |            |
| 20     | Ganhei Mil Milhões na Lotaria                                    | 02/2008            |            |
| 21     | Uma Aventura no Mundo Subterrâneo                                | 03/2008            |            |
| 22     | Naufrágio na Ilha dos Piratas                                    | 04/2008            |            |
| 23     | O Regresso ao Castelo do Lorde Avarento                          | 05/2008            |            |
| 24     | O Grande Campeonato de Futebol                                   | 06/2008            |            |
| 25     | O Estranho Caso dos Jogos Olímpicos                              | 07/2008            |            |
| 26     | Agente Secreto Zero Zero Kapa                                    | 08/2008            |            |
| 27     | Um fim-de-semana Infernal                                        | 10/2008            |            |
| 28     | O Mistério dos Elfos                                             | 11/2008            |            |
| 29     | O Caso do Vulcão Pestilento                                      | 12/2008            |            |
| 30     | Cuidado com o Rato Zarolho!                                      | 02/2009            |            |
| 31     | O Vale dos Esqueletos Gigantes                                   | 04/2009            |            |
| 32     | O Fantasma do Grande Hotel                                       | 05/2009            |            |
| 33     | Ai Quiseste ir de Férias, Stilton?                               | 06/2009            |            |
| 34     | O Estranho Caso do Choco Gigante                                 | 07/2009            |            |
| 35     | As Incríveis Férias na Pensão Mirarratos                         | 07/2009            |            |
| 36     | Halloween… Que grande medufa!                                    | 10/2009            |            |
| 37     | Desastre no dia de São Valentim                                  | 02/2010            |            |
| 38     | Salvemos a Baleia Branca                                         | 04/2010            |            |
| 39     | A Múmia Sem Nome                                                 | 05/2010            |            |
| 40     | Um Susto de Colaboradora                                         | 07/2010            |            |
| 41     | Quatro Ratos no Faroeste!                                        | 02/2011            |            |
| 42     | Um Acampamento na Cataratas do Niágara                           | 04/2011            |            |
| 43     | O Estranho Caso do Tiramisú                                      | 06/2011            |            |
| 44     | O Mistério da Pérola Gigante                                     | 10/2011            |            |
| 45     | O Estranho Caso do Ladrão de Notícias                            | 11/2011            |            |
| 46     | O Karaté te Dou Eu                                               | 01/2012            |            |
| 47     | Assalto à Estátua de Ouro                                        | 02/2012            |            |
| 48     | Que Miúfa no Kilimanjaro!                                        | 03/2012            |            |
| 49     | O Maior Concurso de Anedotas do Mundo                            | 04/2012            |            |
| 50     | De Meio Rato a Rato Inteiro… em Quatro Dias e Meio!              | 07/2012            |            |
| 51     | O Estranho Caso do Rato Desafinado                               | 09/2012            |            |
| 52     | É Natal Stilton                                                  | 11/2012            |            |
| 53     | O Estranho Caso da Torre Palhaça                                 | 01/2013            |            |
| 54     | Um Caldeirão Para Stilton                                        | 03/2013            |            |
| 55     | És Comida Para Gato, Geronimo Stilton!                           | 05/2013            |            |
| 56     | O Tesouro Das Colinas Negras                                     | 07/2013            |            |
| 57     | 8 Horas: Na Escola de Queijo!                                    | 10/2013            |            |
| 58     | Ai Ai Ai, Que Mal Que Isto Vai                                   | 01/2014            |            |
| 59     | Não me Deixes, Tenebrosa!                                        | 03/2014            |            |
| 60     | O Mirabolante Caso dos Queijos Malcheirosos                      | 05/2014            |            |
| 61     | Caça ao Livro de Ouro                                            | 08/2014            |            |
| 62     | Na Rota do Vasco da Gama - Uma Aventura Extrarrática em Portugal | 10/2014            |            |
| 63     | Há um Pirata na Internet                                         | 01/2015            |            |
| 64     | O Ás do Volante                                                  | 04/2015            |            |
| 65     | O Concurso dos Superchefes                                       | 07/2015            |            |
| 66     | O Estranho Caso das Borbulhas Azuis                              | 10/2015            |            |
| 67     | O Castelo das 100 Histórias                                      | 04/2016            |            |
| 68     | O Mistério do Rubi do Oriente                                    | 04/2016            |            |
| 69     | Operação Panetone                                                | 06/2016            |            |
| 70     | Um Rato em África                                                | 10/2016            |            |
| 71     | O Mistério das Sete Matrioscas                                   | 01/2017            |            |
| 72     | O Concurso para o Melhor Ovo de Chocolate                        | 04/2017            |            |
| 73     | O Segredo dos Três Samurais                                      | 07/2017            |            |
| 74     | O Fantasma do Coliseu                                            | 10/2017            |            |
| 75     | S.O.S. há um Rato no Espaço!                                     | 01/2018            |            |
| 76     | Aniversário... com muito Mistério!                               | 04/2018            |            |
| 77     | Ai ai ai, que Aventura no Havai!                                 | 07/2018            |            |
| 78     | O Monstro do Lago Lago                                           | 10/2018            |            |
| 79     | Um Verdadeiro Cavalheiro Nunca dá... Puns!                       | 01/2019            |            |
| 80     | O Segredo de Leonardo da Vinci                                   | 05/2019            |            |
| 81     | A Grande Aventura no Brasil                                      | 09/2019            |            |
| 82     | Uma Missão Secreta em Londres                                    | 01/2020            |            |
| 83     | Uma Aventura em Nova Iorque                                      | 11/2020            |            |
| 84     | Stilton à Procura de Casa                                        | 05/2021            |            |
| 85     | Um Treinador para as Olimpíadas                                  | 06/2021            |            |
| 86     | A Mágica Noite dos Elfos                                         | 11/2021            |            |
| 87     | Um Amigo de Surpresa                                             | 06/2022            |            |
| 88     | Um Skate para Dois                                               | 08/2022            |            |
| 89     | Apanha o Ladrão em Espanha                                       | 03/2023            |            |
| 90     | Influencer por Acaso                                             | 07/2023            |            |

| A Verdadeira História de Geronimo Stilton |
| Os Segredos de Ratázia                    |
| A Verdadeira História da Família Stilton  |

| Salvar o Planeta com o Stilton |
| ------------------------------ |
| Ai Ai Ai, Acabou-se a Energia! |
| Vamos Salvar o Nosso Mar!      |
| SOS Lixo: Vamos Reciclar       |
| Operação Ar Puro               |

| As aventuras de Sherlocco    |
| ---------------------------- |
| Elementar, Meu Caro Stilton! |
| O Mistério do Gato Ladrão    |
| Debaixo do Nevoeiro Negro    |
| O Teatro Assombrado          |

| As Piadas do Stilton                        |
| ------------------------------------------- |
| As Melhores Piadas de A a Z                 |
| As Melhores Piadas dos Meus Leitores        |
| As Melhores Piadas para cada Estação do Ano |
| Recorde de Gargalhadas                      |
| As Piadas Mais Divertidas sobre as Férias   |
| As Piadas Mais Divertidas sobre Animais     |
| 1000 Piadas Irresistíveis                   |

| Stilton Fora de Série            |
| -------------------------------- |
| A Grande Viagem à Volta do Mundo |
| Atlas dos Animais                |
| No Reino da Fantasia             |
| O Pequeno Livro da Felicidade    |
| O Pequeno Livro de Gentileza     |

| Clássicos do Stilton                                   |
| ------------------------------------------------------ |
| A Ilha do Tesouro, de R. L. Stevenson                  |
| A Volta ao Mundo em 80 Dias, de Julio Verne            |
| As Aventuras de Sherlock Holmes, de Arthur Conan Doyle |
| As Viagens de Gulliver, de Jonathan Swift              |
| O Livro da Selva, de Joseph Rudyard Kipling            |
| O Maravilhoso Feiticeiro de Oz, de Lyman Frank Baum    |
| Um Conto de Natal, de Charles Dickens                  |
| Viagem ao Centro da Terra, de Julio Verne              |
| A Rainha das Neves, de Hans Christian Andersen         |

| Viagens ao Reino da Fantasia                             |
| -------------------------------------------------------- |
| No Reino da Fantasia                                     |
| Regresso ao Reino da Fantasia - Em Busca Pela Felicidade |
| Terceira Viagem ao Reino da Fantasia                     |
| Quarta Viagem ao Reino da Fantasia                       |
| Quinta Viagem ao Reino da Fantasia                       |
| Sexta Viagem ao Reino da Fantasia                        |
| Sétima Viagem ao Reino da Fantasia                       |
| Oitava Viagem ao Reino da Fantasia                       |
| Nona Viagem ao Reino da Fantasia                         |
| Décima Viagem ao Reino da Fantasia                       |
| Geronimo Stilton no Reino da Fantasia - O Grande Segredo |

| Crónicas do Reino da Fantasia |
| ----------------------------- |
| O Reino Perdido               |

| Os Pré-Historratos                               |
| ------------------------------------------------ |
| Tive um Furo no Trotossauro                      |
| Estás na Lava até ao Pescoço, Stiltonuto!        |
| Com Mil Mamutes, que Frio de Rachar!             |
| Atenção à Cauda, Vêm Aí Meteoritos               |
| Tira a Pata da Pedra do Fogo!                    |
| Caem Notícias Lá de Cima, Stiltonuto!            |
| Um Náufrago no Mar... um Tesouro para Salvar!    |
| A Tremenda Carga dos Tremendossauros             |
| Dinossauro que Dorme Não Caça Ratos!             |
| Com Mil Ossinhos, Aguenta aí o Brontossauro!     |
| Mas que Azar! Acabou-se o Leite de Mamute        |
| Com Mil Seixinhos... O Inchossauro dá Punzinhos! |
| O Polvossauro e os Piratas Pré-Históricos        |
| Em Busca da Ostra Megalítica                     |

| Uma Viagem no Tempo              |
| -------------------------------- |
| Encontro Imediato com o T-Rex    |
| Os Segredos das Pirâmides        |
| O Castelo do Rei Artur           |
| Um Torneio em Honra do Imperador |
| O Tesouro dos Antigos Maias      |
| Um Dia na Corte do Rei Luís XIV  |
| O Ataque dos Mamutes             |
| O Ladrão do Olimpo               |

| As 13 Espadas       |
| ------------------- |
| O Segredo do Dragão |
| O Segredo da Fénix  |
| O Segredo do Tigre  |
| O Segredo do Lobo   |

| Novelas Gráficas                      |
| ------------------------------------- |
| À Descoberta da América               |
| O Segredo da Esfinge                  |
| Trafulhices no Coliseu                |
| No Rasto de Marco Polo                |
| A Grande Era Glacial                  |
| Salvaste os Jogos Olímpicos, Stilton! |
| Dinossáurios em Ação!                 |
| Toca-a Mais Uma Vez, Mozart!          |
| A Estranha Máquina dos Livros         |
| O Primeiro Samurai                    |

| Outros                                         |
| ---------------------------------------------- |
| Mil Maravilhas - Viagem à Descoberta de Itália |
| A Grande Viagem à Volta do Mundo               |

| Cinco Minutos Antes de Adormecer |

Os livros editados no Brasil são:
- 1. O Manuscrito de Nostraratus
- 2. O Sorriso de Mona Ratisa
- 3. O Mistério do Tesouro Escondido
- 4. O Fantasma do Metrô
- 5. A Múmia Sem Nome

## Livros Tea Stilton
Coleção 'As Aventuras das Tea Sisters' - publicadas em Portugal pela Editorial Presença
- 1. O Código do Dragão - 1ª parte (19-01-2010) ISBN 9789722342902
- 2. O Código do Dragão - 2ª parte (16-03-2010) ISBN 9789722343213
- 3. A Montanha Falante - 1ª parte (03-08-2010) ISBN 9789722344043
- 4. A Montanha Falante - 2ª parte (02-09-2010) ISBN 9789722344203
- 5. A Cidade Secreta - 1ª parte (03-05-2011) ISBN 9789722345323
- 6. A Cidade Secreta - 2ª parte (02-08-2011) ISBN 9789722345798
- 7. Caça ao Escaravelho Azul - 1ª parte (14-02-2012) ISBN 9789722347389
- 8. Caça ao Escaravelho Azul - 2ª parte (06-03-2012) ISBN 9789722348089
- 9. A Esmeralda do Príncipe Indiano - 1ª parte (18-10-2017) ISBN 9789722361316
- 10. A Esmeralda do Príncipe Indiano - 2ª parte (05-06-2012) ISBN 9789722348461
- 11. Mistério no Expresso do Oriente - 1ª parte (02-10-2012) ISBN 9789722348959
- 12. Mistério no Expresso do Oriente - 2ª parte (20-11-2012) ISBN 9789722348966
- 13. O Veleiro Fantasma (05-02-2013) ISBN 9789722349932
- 14. O Segredo da Caixa Chinesa (02-04-2013) ISBN 9789722350389
- 15. A Lenda das Flores de Fogo - 1ª parte (06-06-2013) ISBN 9789722350631
- 16. A Lenda das Flores de Fogo - 2ª parte (20-08-2013) ISBN 9789722351195
- 17. Mistério em Paris (04-02-2014) ISBN 9789722352000
- 18. O Amor Sobe ao Palco em Topford! (03-06-2014) ISBN 9789722352987
- 19. O Diário Secreto da Colette (15-11-2017) ISBN 9789722361309
- 20. Tea Sisters em Perigo! (18-11-2014) ISBN 9789722354196
- 21. Desafio ao Ritmo da Dança (18-02-2015) ISBN 9789722354615
- 22. O Projeto Supersecreto (06-05-2015) ISBN 9789722355315
- 23. Cinco Amigas e um Musical (05-08-2015) ISBN 9789722355810
- 24. A Estrada do Sucesso (04-11-2015) ISBN 9789722357081
- 25. O Grande Baile com o Príncipe (03-02-2016) ISBN 9789722357685
- 26. Quem se Esconde em Topford? (04-05-2016) ISBN 9789722358217
- 27. Uma Misteriosa Carta de Amor (03-08-2016) ISBN 9789722358804
- 28. SOS: Clínica Animais Felizes (15-02-2017) ISBN 9789722359672
- 29. Luzes! Câmara! Ação! Filma-se em Topford (03-05-2017) ISBN 9789722360241
- 30. Missão "Mar Limpo" (02-08-2017) ISBN 9789722360692
- 31. O Clube das Poetisas (21-02-2018) ISBN 9789722361705
- 32. A Receita da Amizade (03-05-2018) ISBN 9789722362115
- 33. A Lição de Beleza (03/08/2018) ISBN 9789722362559
- 34. O Tesouro dos Golfinhos Azuis (06/03/2019) ISBN 9789722363433
- 35. Um Cachorrinho à Procura de Casa (03-07-2019) ISBN 9789722364058

Fora da coleção:
- Um Sonho de Amor em Lisboa (02-11-2017) ISBN 9789722361224

Coleção 'As Aventuras das Tea Sisters' - publicadas em Portugal pela Planeta Júnior
- O Segredo da Ilha das Baleias (11-2009) ISBN 9789896570286
- A Desforra do Clube das Lagartixas (04-2010) ISBN 9789896570699
- O Tesouro do Navio Viquingue (11-2010) ISBN 9789896571344
- À Espera da Onda Gigante (10-2011) ISBN 9789896572372

Coleção 'Princesas dos Reino da Fantasia' - publicado em Portugal pela Editora Planeta
- 1. A Princesa dos Gelos
- 2. A Princesa dos Corais
- 3. A Princesa do Deserto
- 4. A Princesa das Florestas
- 5. A Princesa da Escuridão
- 6. A Rainha do Sono
- 7. A Feiticeira das Marés
- 8. A Feiticeira das Chamas
- 9. A Feiticeira do Som
- 10. A Feiticeira das Tempestades
- 11. A Feiticeira das Cinzas
- 12. A Feiticeira do Ar
- 13. A Feiticeira das Feiticeiras

Coleção 'Encanto' - publicado em Portugal pela Editora Planeta
- 1. O Segredo das Princesas
- 2. As Guardiãs dos Sonhos
- 3. A Magia das Recordações
- 4. O Enigma do Fogo
- 5. O Castelo do Engano
- 6. O Fiorde das Sereias

## Ligação externa
- Informação sobre os livros